# Pagan

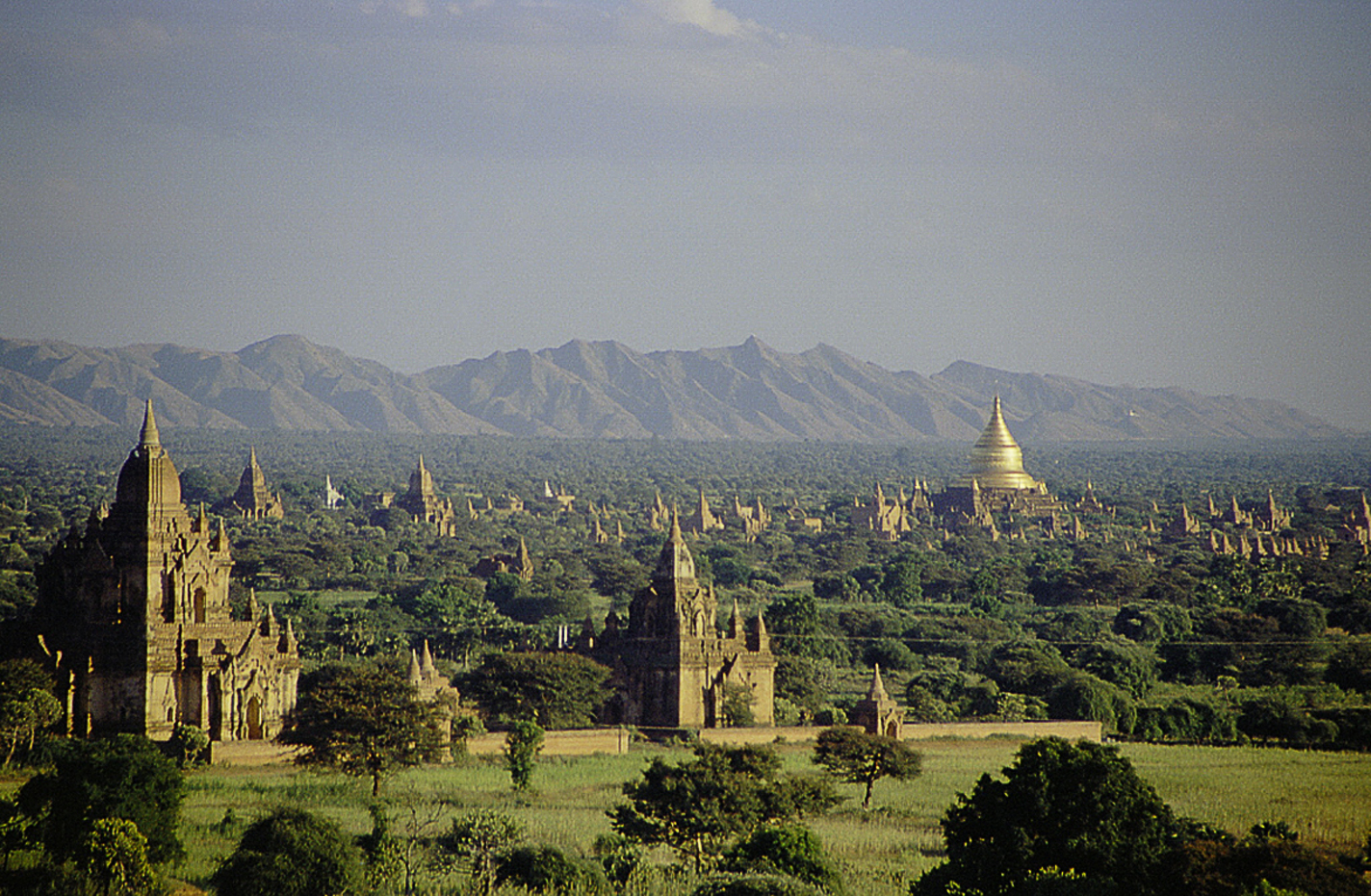
Pagan

Pagan (burmesiska: ပုဂံ) är ett ruinområde i området Mandalay i Myanmar som består av omkring 2500 buddhistiska byggnader. Pagan grundades 847 och var mellan1044 och 1289 huvudstad i Paganriket. Kung Anawrahta införde på 1000-talet buddhismen i Myanmar och gjorde då Pagan till landets religiösa centrum. Den omfattande byggnadsverksamheten var negativt för ekonomin och efter ett mongolanfall 1287 förföll staden.

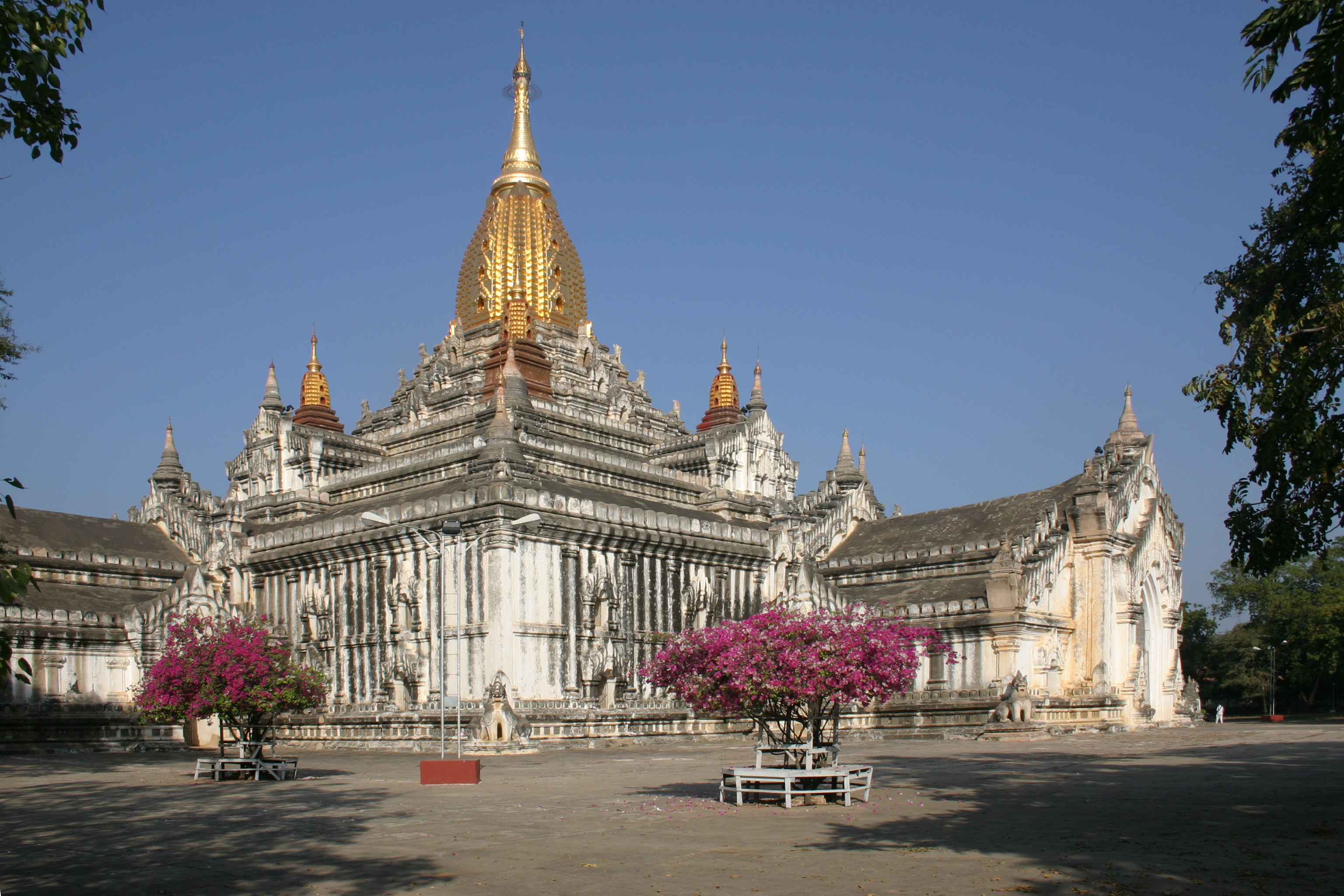
Anandatemplet
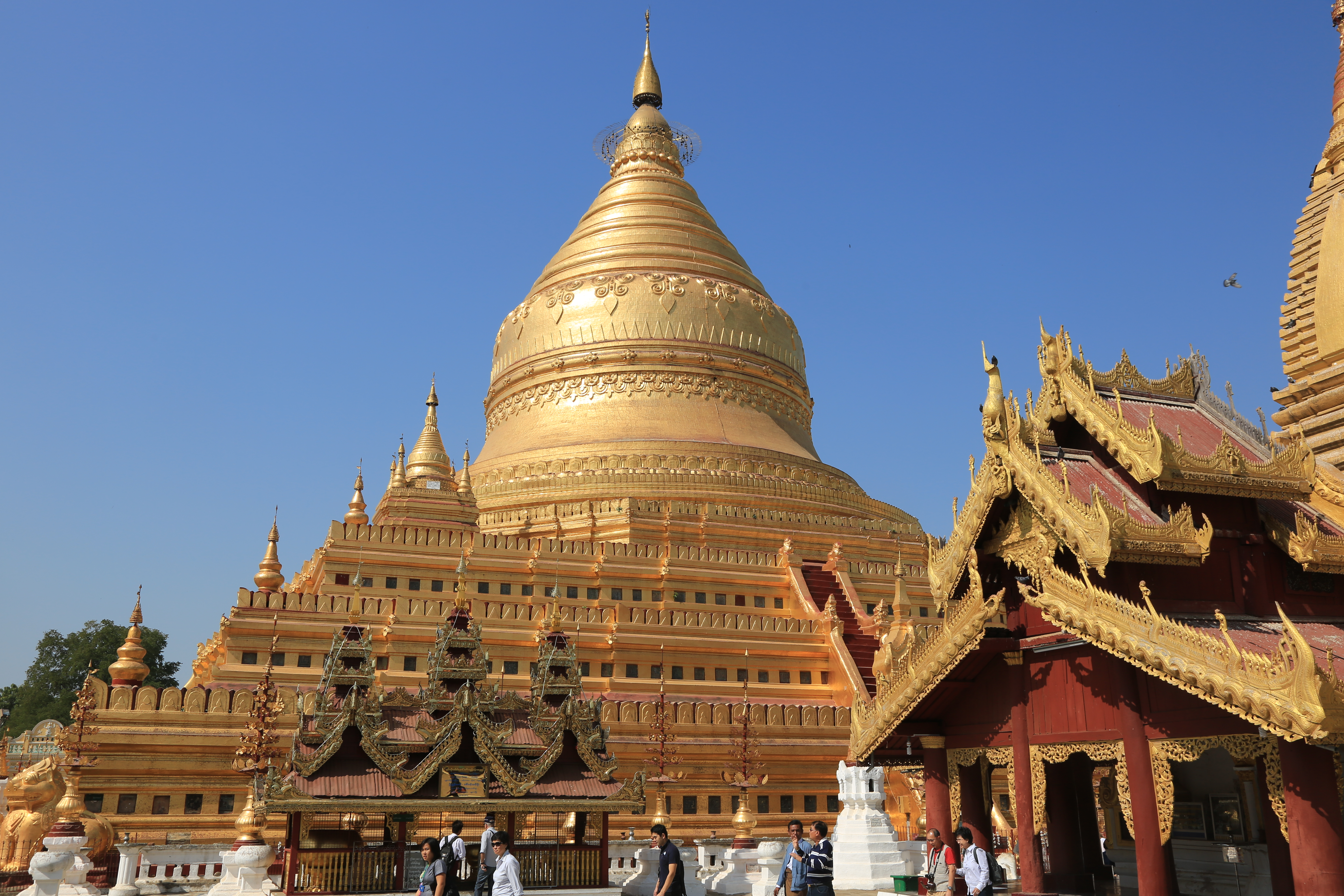
Shwezigontemplet
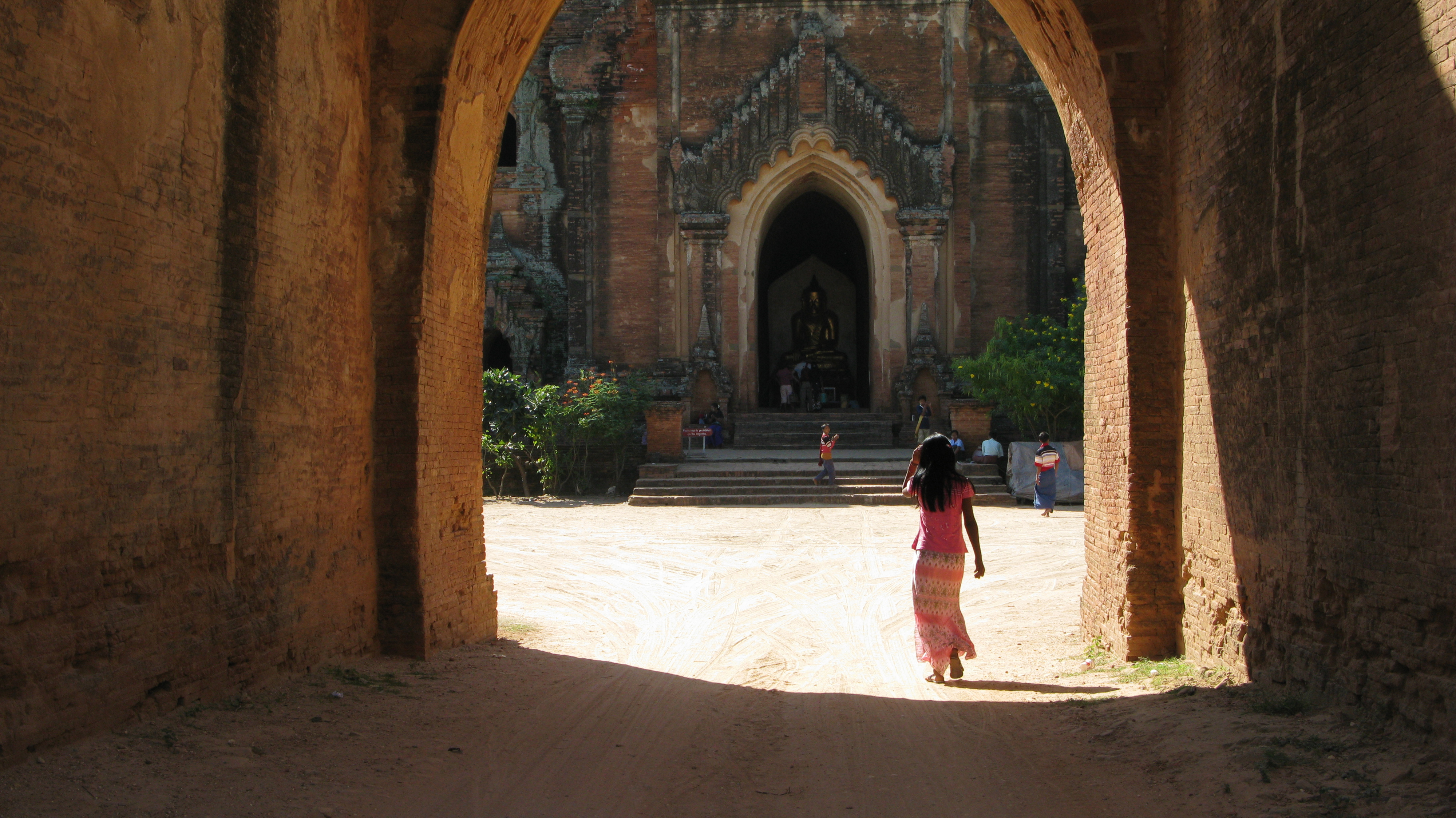
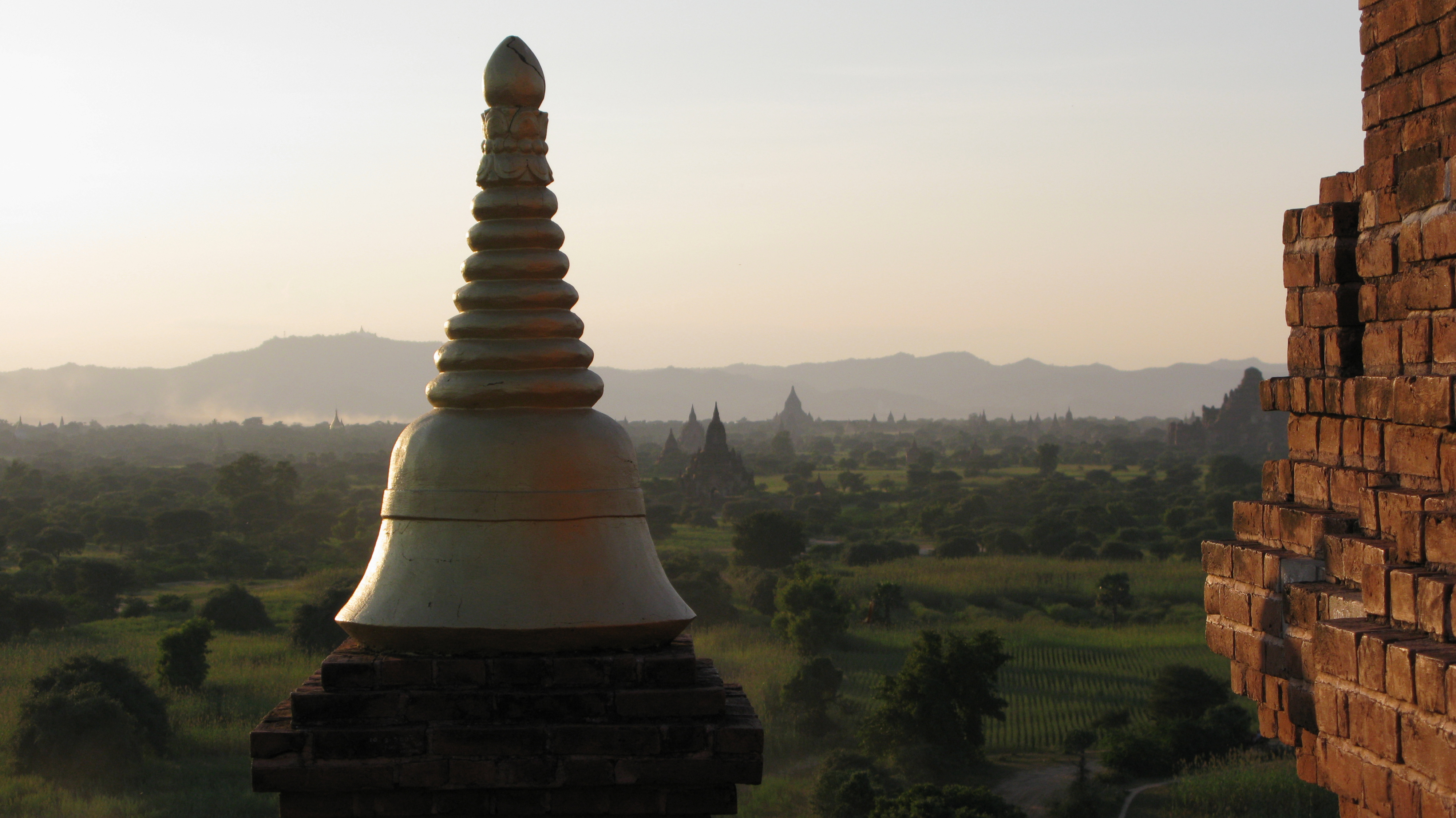
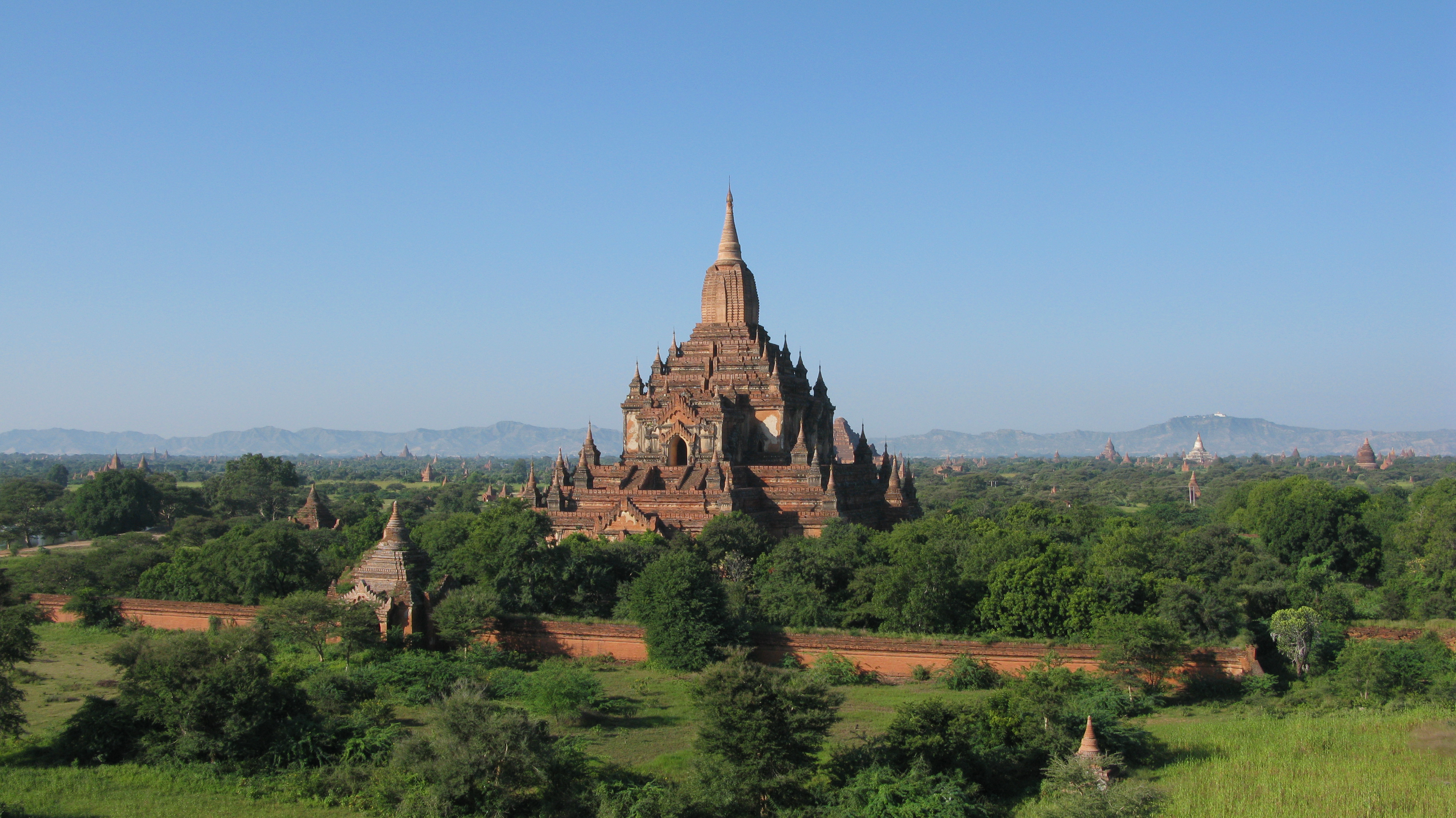
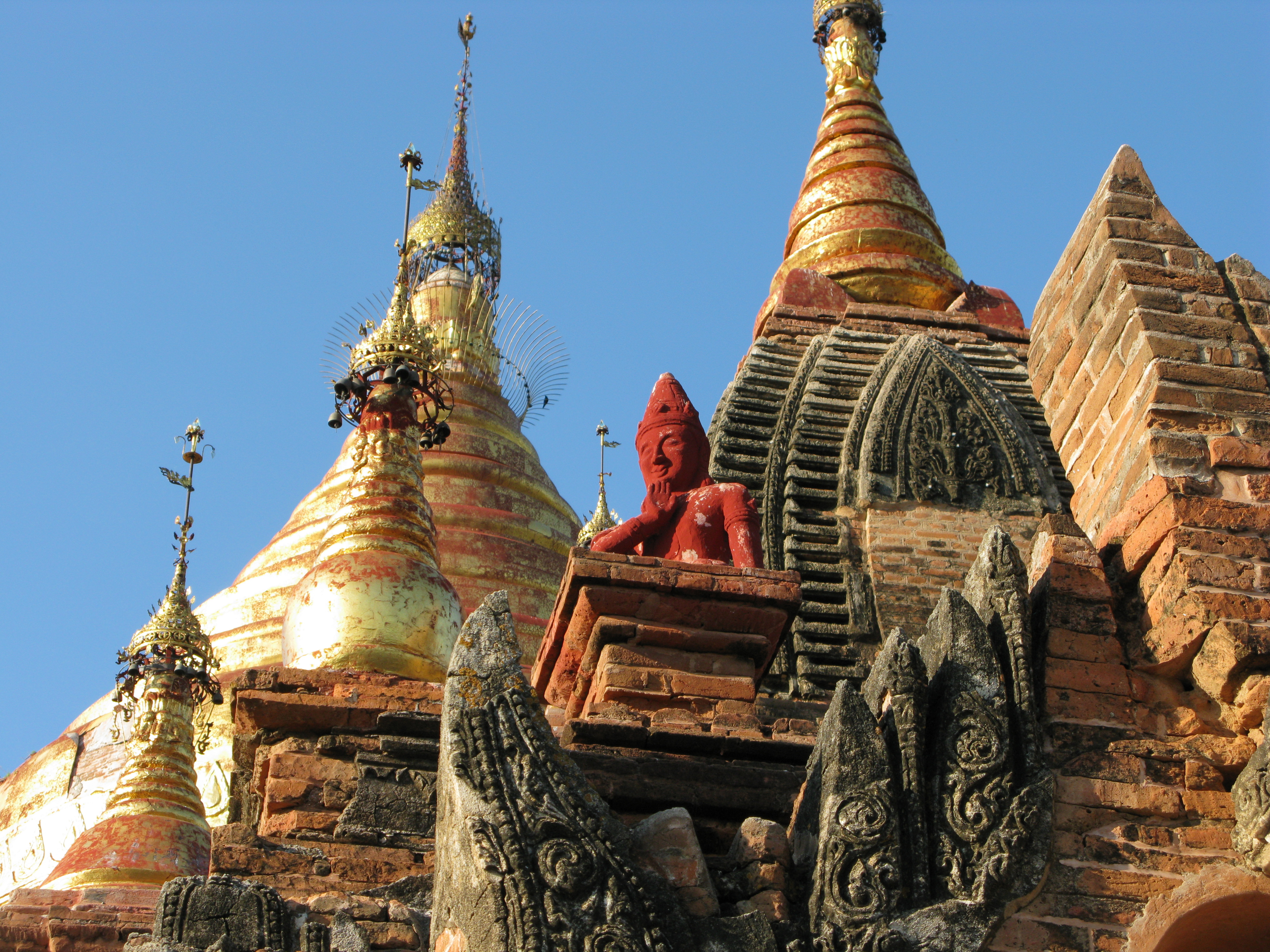
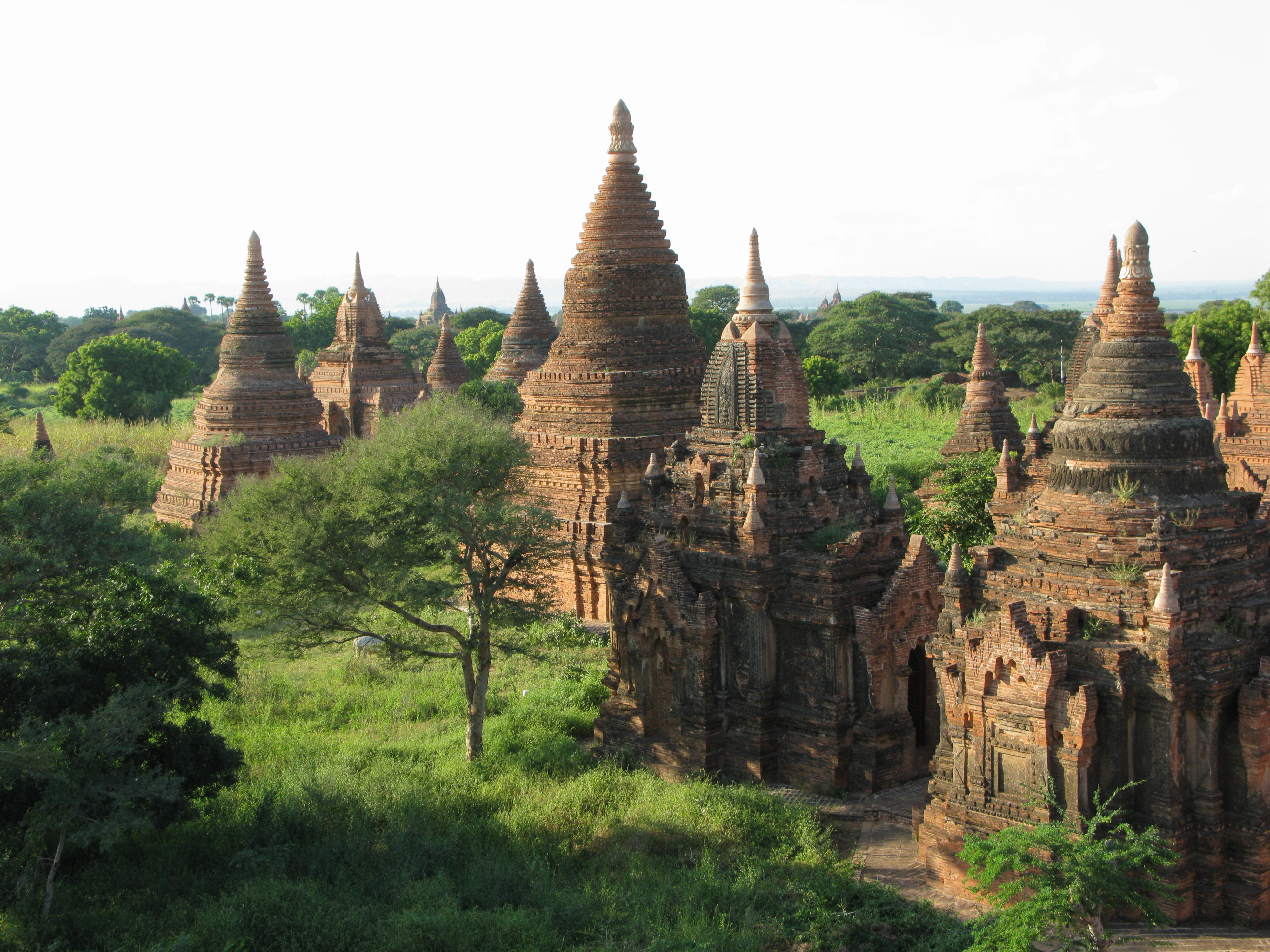
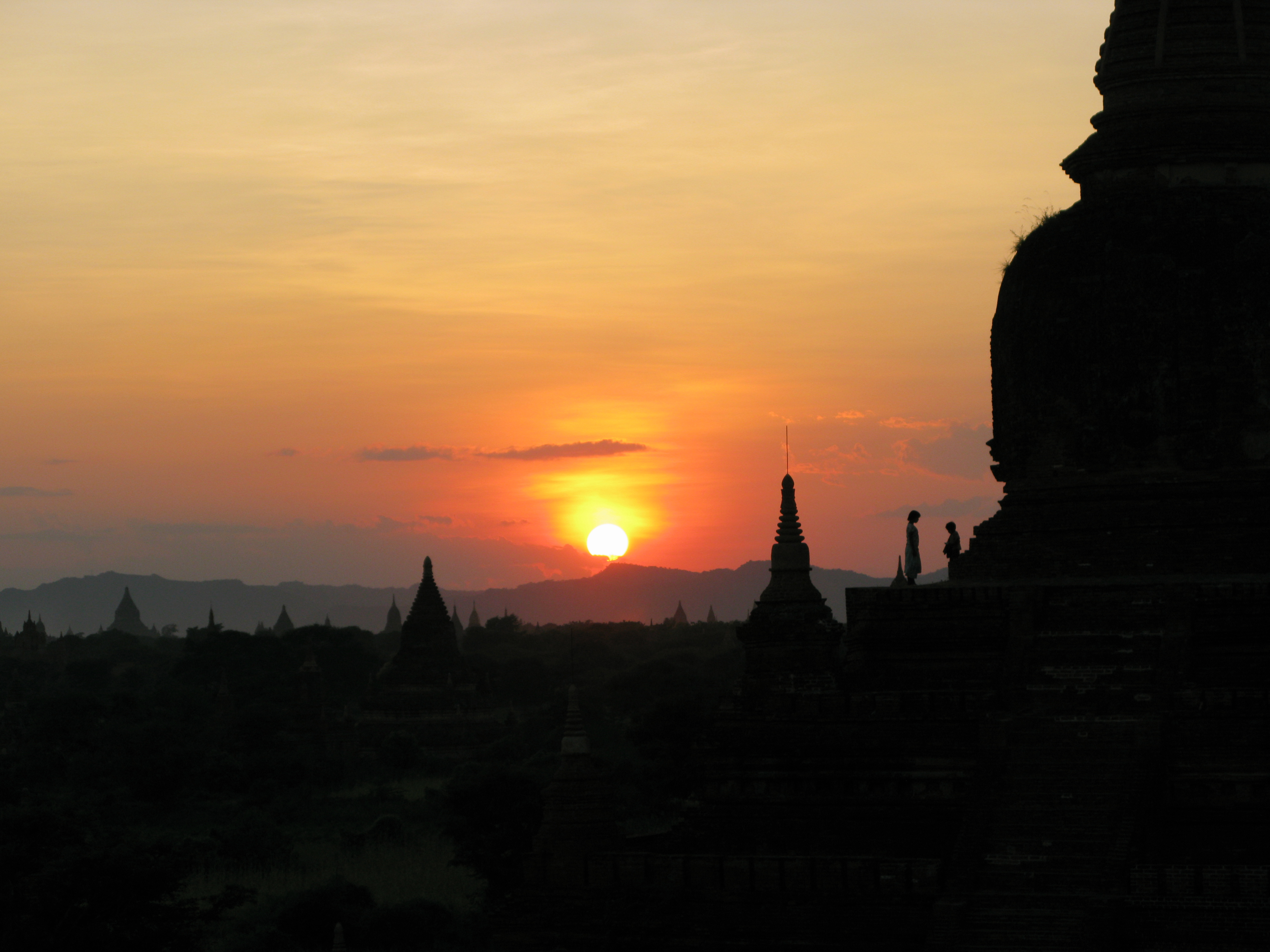

Anandatemplet och Shwezigontemplet är Pagans mest berömda byggnader. Inskriptioner från ruinområdet är den  mest tillförlitliga informationskällan om Paganriket. Pagan lockar pilgrimer från hela landet.
Ruinområdet drabbades svårt både 1975 och 1980 av jordbävningar